# وانگ جینگژی
وانگ جینگژی (انگلیسی: Wang Jingzhi؛ زادهٔ ۲۸ اوت ۱۹۸۲) شمشیرباز اهل چین بود. وی در بازی‌های المپیک تابستانی ۲۰۰۴، ۲۰۰۸ و ۲۰۱۲ شرکت کرده‌است.